# Stephen Allen Benson
Stephen Allen Benson (Cambridge, 21 de maio de 1816 — Grand Bassa, 24 de janeiro de 1865) serviu como o 2º Presidente da Libéria de 1856 a 1864. Antes disso, ele atuou como o 3º vice-presidente da Libéria de 1854 a 1856 sob o presidência de Joseph Jenkins Roberts. 
Benson foi o primeiro presidente a viver na Libéria desde a infância, devido a sua família estarem entre os primeiros imigrantes americanos a chegarem na Libéria, em 1822..